# Стеарат натрия
Стеарат натрия — химическое соединение,
соль натрия и стеариновой кислоты с формулой NaC18H35O2,
бесцветные кристаллы,
слабо растворяется в холодной воде, хорошо — в горячей,
образует кристаллогидраты.

## Получение
- Нейтрализация спиртового раствора стеариновой кислоты едким натром:

{\displaystyle {\mathsf {NaOH+C_{17}H_{35}COOH\ {\xrightarrow {}}\ C_{17}H_{35}COONa+H_{2}O}}}

## Физические свойства
Стеарат натрия образует бесцветные кристаллы
ромбической сингонии,
пространственная группа P bam,
параметры ячейки a = 0,804 нм, b = 0,924 нм, c = 5,117 нм, Z = 8.
Слабо растворяется в холодной воде, хорошо — в горячей,
растворяется в этаноле.
Образует кристаллогидрат состава NaC18H35O2•½H2O.
Со стеариновой кислотой образует кислую соль вида NaH(C17H35COO)2.

## Применение
- Моющее средство, поверхностно-активное вещество, компонент мыла, шампуней
- Добавка к зубным пастам, косметическим кремам.
- Загуститель смазок.
- Стабилизатор и смазка при формовании полиамидов.
- Антивспенивающая добавка в пищевой промышленности.